# Список дивизий США во время Второй мировой войны
Ниже приведён список дивизий армии США, которые принимали участие во Второй мировой войне.

## Бронетанковые дивизии

Нарукавная эмблема 3-й бронетанковой дивизии

| Название                         | Оригинальное название | Участие в войне |
| -------------------------------- | --------------------- | --- |
| 1-я бронетанковая дивизия (США)  | 1st Armored Division  | Сформирована в 1940 году, приняла участие в Североафриканской кампании с ноября 1942 по май 1943 и в Италии с октября 1943 и до конца войны.                                                                |
| 2-я бронетанковая дивизия (США)  | 2nd Armored Division  | Сформирована в 1940 году, приняла участие в Североафриканской кампании с ноября 1942 по май 1943, приняла участиев Сицилийской операции в июле 1943, и в Нормандской операции с июня 1944 и до конца войны. |
| 3-я бронетанковая дивизия (США)  | 3rd Armored Division  | Сформирована в 1941 году, появилась в Европе с июня 1944 и до конца войны. |
| 4-я бронетанковая дивизия (США)  | 4th Armored Division  | Сформирована в 1941 году, появилась в Европе с июля 1944 и до конца войны. |
| 5-я бронетанковая дивизия (США)  | 5th Armored Division  | Сформирована в 1941 году, появилась в Европе с июля 1944 и до конца войны. |
| 6-я бронетанковая дивизия (США)  | 6th Armored Division  | Сформирована в 1942 году, появилась в Европе с июля 1944 и до конца войны. |
| 7-я бронетанковая дивизия (США)  | 7th Armored Division  | Сформирована в 1942 году, появилась в Европе с августа 1944 и до конца войны. |
| 8-я бронетанковая дивизия (США)  | 8th Armored Division  | Сформирована в 1942 году, появилась в Европе с января 1945 и до конца войны. |
| 9-я бронетанковая дивизия (США)  | 9th Armored Division  | Сформирована в 1942 году, появилась в Европе с декабря 1944 и до конца войны. |
| 10-я бронетанковая дивизия (США) | 10th Armored Division | Сформирована в 1942 году, появилась в Европе с сентября 1944 и до конца войны. |
| 11-я бронетанковая дивизия (США) | 11th Armored Division | Сформирована в 1942 году, появилась в Европе с декабря 1944 и до конца войны. |
| 12-я бронетанковая дивизия (США) | 12th Armored Division | Сформирована в 1942 году, появилась в Европе с ноября 1944 и до конца войны. |
| 13-я бронетанковая дивизия (США) | 13th Armored Division | Сформирована в 1942 году, появилась в Европе с января 1945 и до конца войны. |
| 14-я бронетанковая дивизия (США) | 14th Armored Division | Сформирована в 1942 году, появилась в Европе с октября 1944 и до конца войны. |
| 16-я бронетанковая дивизия (США) | 16th Armored Division | Сформирована в 1942 году, появилась в Европе с февраля 1945 и до конца войны. |
| 20-я бронетанковая дивизия (США) | 20th Armored Division | Сформирована в 1942 году, появилась в Европе с февраля 1945 и до конца войны. |

## Кавалерийские дивизии

Нарукавная эмблема 1-й кавалерийской дивизии

| Название                        | Оригинальное название | Участие в войне |
| ------------------------------- | --------------------- | --- |
| 1-я кавалерийская дивизия (США) | 1st Cavalry Division  | Существовала до 1940, участвовала в военных действиях в Тихом океане с декабря 1943 и до конца войны.                                                  |
| 2-я кавалерийская дивизия (США) | 2nd Cavalry Division  | Сформирована в 1942, не принимала участия в боевых действиях. Была создана для строительства аэродромов в Северной Африке. Расформирована в 1944 году. |

## Пехотные дивизии
| Название                     | Оригинальное название   | Участие в войне |
| ---------------------------- | ----------------------- | --- |

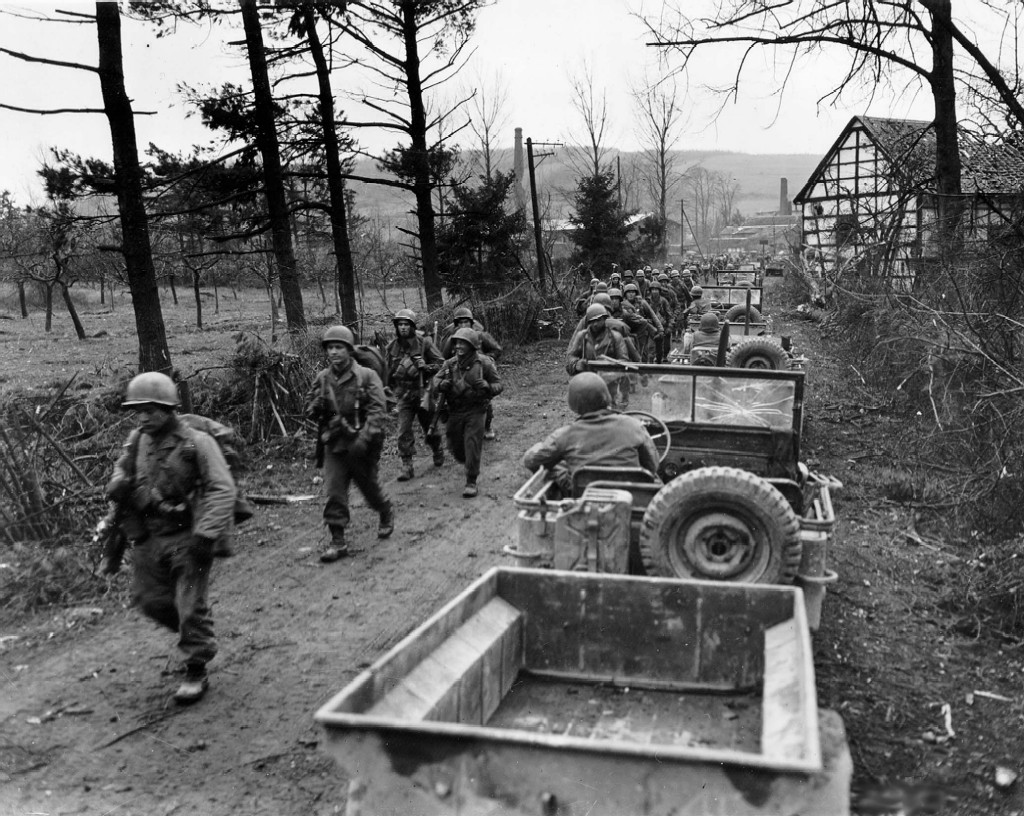
Солдаты 1-й пехотной дивизии на территории Германии. 28 февраля 1945 года

Нарукавная эмблема 4-й пехотной дивизии

| 1-я пехотная дивизия (США)   | 1st Infantry Division   | Существовала до 1940, находилась в Северной Африке с ноября 1942 по май 1943, в Сицилии с июня 1943 по август 1943, и в Европе с июня 1944 и до конца войны. |
| 2-я пехотная дивизия (США)   | 2d Infantry Division    | Существовала до 1940, находилась в Европе с июня 1944 и до конца войны. |
| 3-я пехотная дивизия (США)   | 3d Infantry Division    | Существовала до 1940, находилась в Северной Африке с ноября 1942, в Сицилии с июля 1943 , принимала участие в Южно-французской операции в августе 1944. |
| 4-я пехотная дивизия (США)   | 4th Infantry Division   | Сформирована в 1940, находилась в Европе с июня 1944 и до конца войны. |
| 5-я пехотная дивизия (США)   | 5th Infantry Division   | Существовала до 1940, находилась в Европе с июля 1944 и до конца войны. |
| 6-я пехотная дивизия (США)   | 6th Infantry Division   | Существовала до 1940, принимала участие в военных действиях в Тихом океане с января 1944 и до конца войны. |
| 7-я пехотная дивизия (США)   | 7th Infantry Division   | Сформирована в 1940, принимала участие в военных действиях в Тихом океане с мая 1943 и до конца войны. |
| 8-я пехотная дивизия (США)   | 8th Infantry Division   | Сформирована в 1940, находилась в Европе с июля 1944 и до конца войны. |
| 9-я пехотная дивизия (США)   | 9th Infantry Division   | Сформирована в 1940, находилась Северной Африке с 1942, затем в Сицилии с июля 1943, в Италии с сентября 1943, ив Европе с июня 1944 и до конца войны. |
| 10-я пехотная дивизия (США)  | 10th Infantry Division  | Была сформирована в июле 1943 года как 10-я горная дивизия. С января 1945 года участвовала в боевых действиях на Итальянском фронте. После войны была расформирована. |
| 11-я пехотная дивизия (США)  | 11th Infantry Division  | Была сформирована 25 февраля 1943 году как 11-я воздушно-десантная дивизия. Принимала участие в военных действиях в Тихом океане. |
| 12-я пехотная дивизия (США)  | 12th Infantry Division  | |
| 13-я пехотная дивизия (США)  | 13th Infantry Division  | Официально была сформирована в августе 1943 года в форте Брэгг в Северной Каролине как 13-я воздушно-десантная дивизия, и находилась в составе вооруженных сил США до февраля 1946 года. Участие в боях второй мировой войны не принимала. |
| 17-я пехотная дивизия (США)  | 17th Infantry Division  | |
| 23-я пехотная дивизия (США)  | 23rd Infantry Division  | |
| 24-я пехотная дивизия (США)  | 24th Infantry Division  | Сформирована в 1941, принимала участие в военных действиях в Тихом океане с апреля 1944 и до конца войны. |
| 25-я пехотная дивизия (США)  | 25th Infantry Division  | Сформирована в 1941, принимала участие в военных действиях в Тихом океане с декабря 1942 и до конца войны. |
| 26-я пехотная дивизия (США)  | 26th Infantry Division  | Сформирована в 1941, находилась в Европе с сентября 1944 и до конца войны. |
| 27-я пехотная дивизия (США)  | 27th Infantry Division  | Сформирована в 1940, принимала участие в военных действиях в Тихом океане с июня 1944 и до конца войны. |
| 28-я пехотная дивизия (США)  | 28th Infantry Division  | Сформирована в 1941, находилась в Европе с июля 1944 и до конца войны. |
| 29-я пехотная дивизия (США)  | 29th Infantry Division  | Сформирована в 1941, находилась в Европе с июня 1944 и до конца войны. |
| 30-я пехотная дивизия (США)  | 30th Infantry Division  | Сформирована в 1940, находилась в Европе с июня 1944 и до конца войны. |
| 31-я пехотная дивизия (США)  | 31st Infantry Division  | Сформирована в 1940, принимала участие в военных действиях в Тихом океане с марта 1944 и до конца войны. |
| 32-я пехотная дивизия (США)  | 32d Infantry Division   | Сформирована в 1940, принимала участие в военных действиях в Тихом океане с сентября 1942. Первая дивизия армии США, после поражения на Малайском барьере принявшая участие в войне на Тихом океане. С сентября 1942 по январь 1943 вела бои на Новой Гвинее. Ввиду больших боевых и санитарных потерь после завершения операции в Буне отозвана с ТВД в метрополию и более в б/д не участвовала, однако один из её полков остался на театре и продолжал операции до 1944 г. включительно, включая десантную операцию на Финшхафен. |
| 33-я пехотная дивизия (США)  | 33d Infantry Division   | Сформирована в 1941, принимала участие в военных действиях в Тихом океанес декабря 1944 и до конца войны. |
| 34-я пехотная дивизия (США)  | 34th Infantry Division  | Сформирована в 1941, находилась в Северной Африке с ноября 1942 по май 1943, ив Италии с сентября 1943 и до конца войны. |
| 35-я пехотная дивизия (США)  | 35th Infantry Division  | Сформирована в 1940, находилась в Европе с июля 1944 и до конца войны. |
| 36-я пехотная дивизия (США)  | 36th Infantry Division  | Сформирована в 1940, находилась в Северной Африке с апреля по май 1943, в Италии с сентября 1943 по июль 1944, и на юге Франции с августа 1944 и до конца войны. |
| 37-я пехотная дивизия (США)  | 37th Infantry Division  | Сформирована в 1940, принимала участие в военных действиях в Тихом океане с июля 1942 и до конца войны. |
| 38-я пехотная дивизия (США)  | 38th Infantry Division  | Сформирована в 1941, принимала участие в военных действиях в Тихом океане с декабря 1944 и до конца войны. |
| 39-я пехотная бригада (США)  | 39th Infantry Brigade   | Не принимала непосредственное участие, хотя некоторые части были в составе других дивизий. |
| 40-я пехотная дивизия (США)  | 40th Infantry Division  | Сформирована в 1941, принимала участие в военных действиях в Тихом океане с апреля 1944 и до конца войны. |
| 41-я пехотная дивизия (США)  | 41st Infantry Division  | Сформирована в 1940, принимала участие в военных действиях в Тихом океане с января 1943 и до конца войны. |
| 42-я пехотная дивизия (США)  | 42d Infantry Division   | Сформирована в 1943, находилась в Европе с января 1945 и до конца войны. |
| 43-я пехотная дивизия (США)  | 43d Infantry Division   | Сформирована в 1941, принимала участие в военных действиях в Тихом океане с июля 1943 и до конца войны. |
| 44-я пехотная дивизия (США)  | 44th Infantry Division  | Сформирована в 1940, находилась Европе с сентября 1944 и до конца войны. |
| 45-я пехотная дивизия (США)  | 45th Infantry Division  | Сформирована в 1940, находилась в Сицилии с июля по август 1943, затем в Италии до июля 1944, в Северо-Западной Европе Европе с августа 1944 и до конца войны. |
| 63-я пехотная дивизия (США)  | 63d Infantry Division   | Сформирована в 1943, находилась в Европе с января 1945 и до конца войны. |
| 65-я пехотная дивизия (США)  | 65th Infantry Division  | Сформирована в 1943, находилась в Европе с января 1945 и до конца войны. |
| 66-я пехотная дивизия (США)  | 66th Infantry Division  | Сформирована в 1943, находилась в Европе с декабря 1944 и до конца войны. |
| 69-я пехотная дивизия (США)  | 69th Infantry Division  | |
| 70-я пехотная дивизия (США)  | 70th Infantry Division  | |
| 71-я пехотная дивизия (США)  | 71st Infantry Division  | |
| 75-я пехотная дивизия (США)  | 75th Infantry Division  | |
| 76-я пехотная дивизия (США)  | 76th Infantry Division  | Существовала до 1940, находилась в Европе с января 1945 и до конца войны. |
| 77-я пехотная дивизия (США)  | 77th Infantry Division  | Существовала до 1940, принимала участие в военных действиях в Тихом океане с 21 июля 1944 по 15 марта 1946. |
| 78-я пехотная дивизия (США)  | 78th Infantry Division  | Существовала до 1940, находилась в Европе с 10 декабря 1944 по 22 мая 1946. |
| 79-я пехотная дивизия (США)  | 79th Infantry Division  | Существовала до 1940, находилась в Европе с июня 1944 по апрель 1945. |
| 80-я пехотная дивизия (США)  | 80th Division           | Существовала до 1940, находилась в Центральной Европе с августа 1944 по апрель 1945. |
| 81-я пехотная дивизия (США)  | 81st Infantry Division  | Существовала до 1940, принимала участие в военных действиях в Тихом океане с июня 1944 по январь 1946. |
| 82-я пехотная дивизия (США)  | 82nd Infantry Division  | 82-я воздушно-десантная дивизия (США) |
| 83-я пехотная дивизия (США)  | 83rd Infantry Division  | Существовала до 1940, находилась в Центральной Европе с 27 июня 1944 по 6 мая 1945. |
| 84-я пехотная дивизия (США)  | 84th Division           | Существовала до 1940, находилась в Центральной Европе с 18 ноября 1944 по 2 мая 1945. |
| 85-я пехотная дивизия (США)  | 85th Infantry Division  | Существовала до 1940, находилась в Италии с 10 апреля 1944 по 2 мая 1945. |
| 86-я пехотная дивизия (США)  | 86th Infantry Division  | Существовала до 1940, находилась в Германии с 24 марта 1945 и до конца войны. Затем была переведена на Филиппины до августа 1945. |
| 87-я пехотная дивизия (США)  | 87th Infantry Division  | Существовала до 1940, находилась в Европе с 12 ноября 1944 и до конца войны. |
| 88-я пехотная дивизия (США)  | 88th Infantry Division  | Существовала до 1940, находилась в Северной Африке и Европе с декабря 1943 по 2 мая 1945. |
| 89-я пехотная дивизия (США)  | 89th Infantry Division  | Существовала до 1940, находилась в Центральной Европе с января 1945 и до конца войны. |
| 90-я пехотная дивизия (США)  | 90th Infantry Division  | Существовала до 1940, находилась в Европе с 6 июня 1944 и до конца войны. |
| 91-я пехотная дивизия (США)  | 91st Infantry Division  | Существовала до 1940, находилась в южной Европе с января 1943 по октябрь 1945. |
| 92-я пехотная дивизия (США)  | 92nd Infantry Division  | Существовала до 1940, находилась в Центральной Италии с июля 1944 до конца войны |
| 93-я пехотная дивизия (США)  | 93d Infantry Division   | Существовала до 1940, принимала участие в военных действиях в Тихом океане с 1944 года до конца войны. |
| 94-я пехотная дивизия (США)  | 94th Infantry Division  | Сформирована в 1942, находилась в Европе с сентября 1944 и до конца войны. |
| 95-я пехотная дивизия (США)  | 95th Infantry Division  | Сформирована в 1942, находилась в Европе с октября 1944 по апрель 1945. |
| 96-я пехотная дивизия (США)  | 96th Infantry Division  | Сформирована в 1942, принимала участие в военных действиях в Тихом океане октября 1944 по июнь 1945. |
| 97-я пехотная дивизия (США)  | 97th Infantry Division  | Сформирована в 1943, принимала участие в военных действиях в Тихом океане с 1945 по март 1946. |
| 99-я пехотная дивизия (США)  | 99th Infantry Division  | Сформирована в 1942, находилась в Европе до апреля 1945. |
| 100-я пехотная дивизия (США) | 100th Infantry Division | Сформирована в 1942, находилась в Европе до января 1946. |
| 101-я пехотная дивизия (США) | 101st Infantry Division | Была сформирована 16 августа 1943 году как 101 воздушно-десантная дивизия. Находилась в Европе со Дня Д и до конца войны. |
| 102-я пехотная дивизия (США) | 102nd Infantry Division | Сформирована в 1942, находилась в Европе с ноября 1944 до своего расформирования в 1946. |
| 103-я пехотная дивизия (США) | 103rd Infantry Division | Сформирована в 1942, находилась в Европе с ноября 1944 по сентябрь 1945. |
| 104-я пехотная дивизия (США) | 104th Infantry Division | Существовала до 1940, находилась в Европе с августа 1944 по июнь 1945. |
| 106-я пехотная дивизия (США) | 106th Infantry Division | Сформирована в 1942, находилась в Европе по апрель 1945. |

## Десантные дивизии
| 82-я воздушно-десантная дивизия  | 82nd Airborne Division                 | дивизия СВ США, существующая с 1917 года. Прозвище — «Всеамериканская» (All American), возникло при формировании 82-й дивизии СВ, когда в ней служили представители всех 48 (на тот момент) штатов США. Штаб и управление 82-й дивизии СВ расквартированы на территории гарнизона войск СпН СВ США в/ч «Форт-Брэгг» (ш. С. Каролина). |
| 101-я воздушно-десантная дивизия | 101st Airborne (Air Assault) Division  | воздушно-десантная дивизия СВ США, подготовленная для проведения десантных операций с использованием военно-транспортных самолётов и вертолётов. Характерный нарукавный знак породил официальное словесное название дивизии — «Клекочущие орлы» (англ. Screaming Eagles) и ряд неофициальных — «Задыхающиеся цыплята» (англ. Choking Chickens) и «Блюющие канюки» (англ. Puking Buzzards). В настоящее время 101-я дивизия СВ США сохраняет название «воздушно-десантная» как дань истории. Штаб и управление 101 вдд СВ находятся в гарнизоне СВ США Форт-Кэмпбелл, Кентукки. |
| 11-я воздушно-десантная дивизия  | 11th Airborne Division                 | элитное воинское соединение воздушно-десантных войск США, которое принимало участие в боевых действиях во время Второй Мировой войны на Тихом океане, а также во Вьетнаме. Основана 25 февраля 1943 года, как воздушно-десантная дивизия Вооруженных сил США. Расформирована в 1965 году. Воссоздана 6 июня 2022. |
| 17-я воздушно-десантная дивизия  | 17th Airborne Division (United States) | элитное воинское соединение воздушно-десантных войск США, которая принимала активное участие в боевых действиях в Европе во время Второй Мировой войны. |

- http://www.history.army.mil/html/forcestruc/cbtchron/cbtchron.html